# آيت بقي (كوشاتة الشرقية)
آيت بقي هو دُوَّار يقع بجماعة أغبالو أقرار، إقليم صفرو، جهة فاس مكناس في المملكة المغربية. ينتمي الدوّار لمشيخة كوشاتة الشرقية التي تضم 14 دوار. يقدر عدد سكانه بـ 503 نسمة حسب الإحصاء الرسمي للسكان والسكنى لسنة 2004.

## وصلات خارجية
- البوابة الوطنية للجماعات الترابية
- المندوبية السامية للتخطيط